# دبیرخانه بخش ادالاچنای
دبیرخانه بخش ادالاچنای (به لاتین: Addalachchenai Divisional Secretariat) در سری‌لانکا است که در استان شرقی (سری‌لانکا) واقع شده‌است.